# Мінеральне озеро

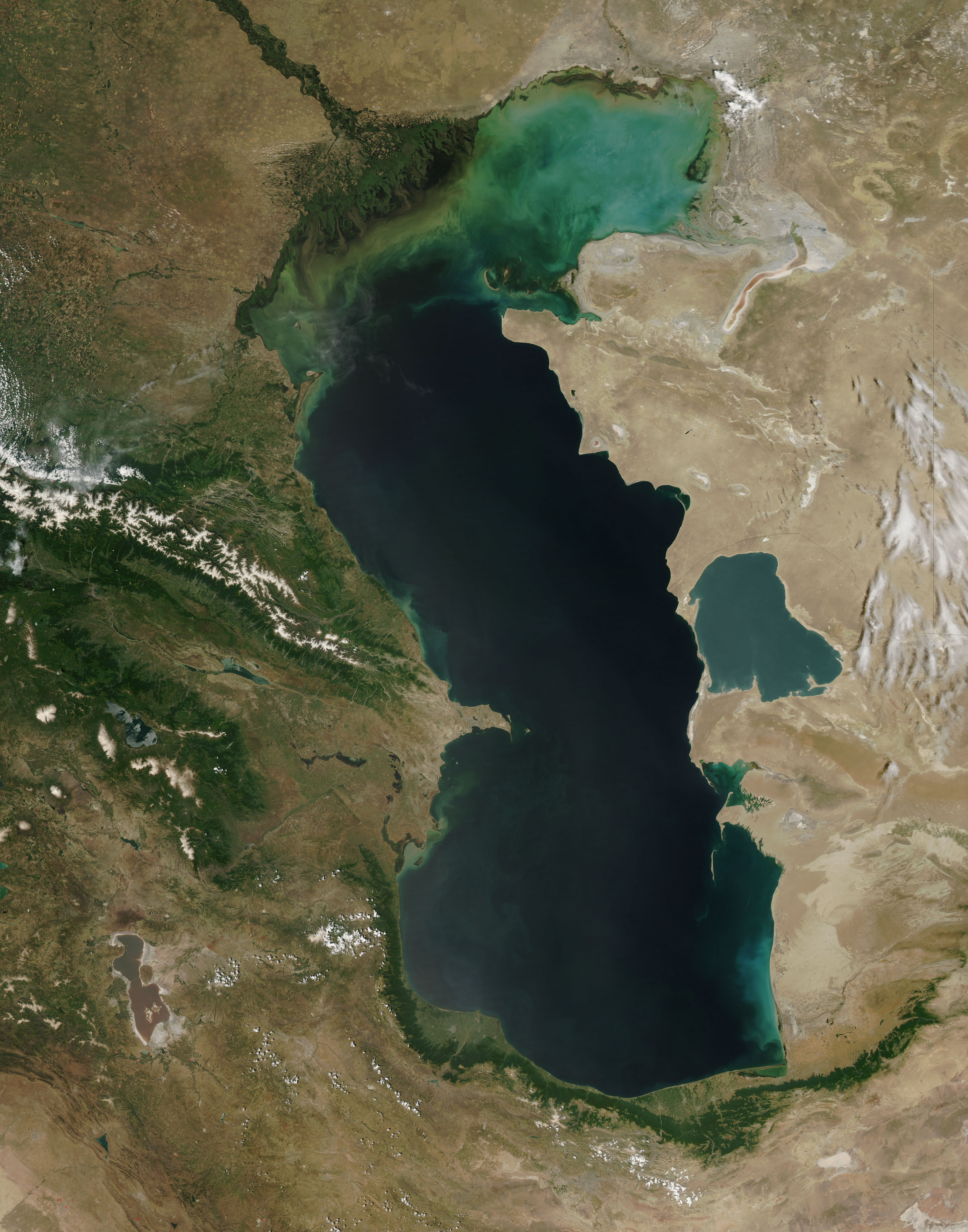
Каспійське море — найбільше озеро планети

Мінеральне озеро Салінас в регіоні Арекіпа на півдні Перу

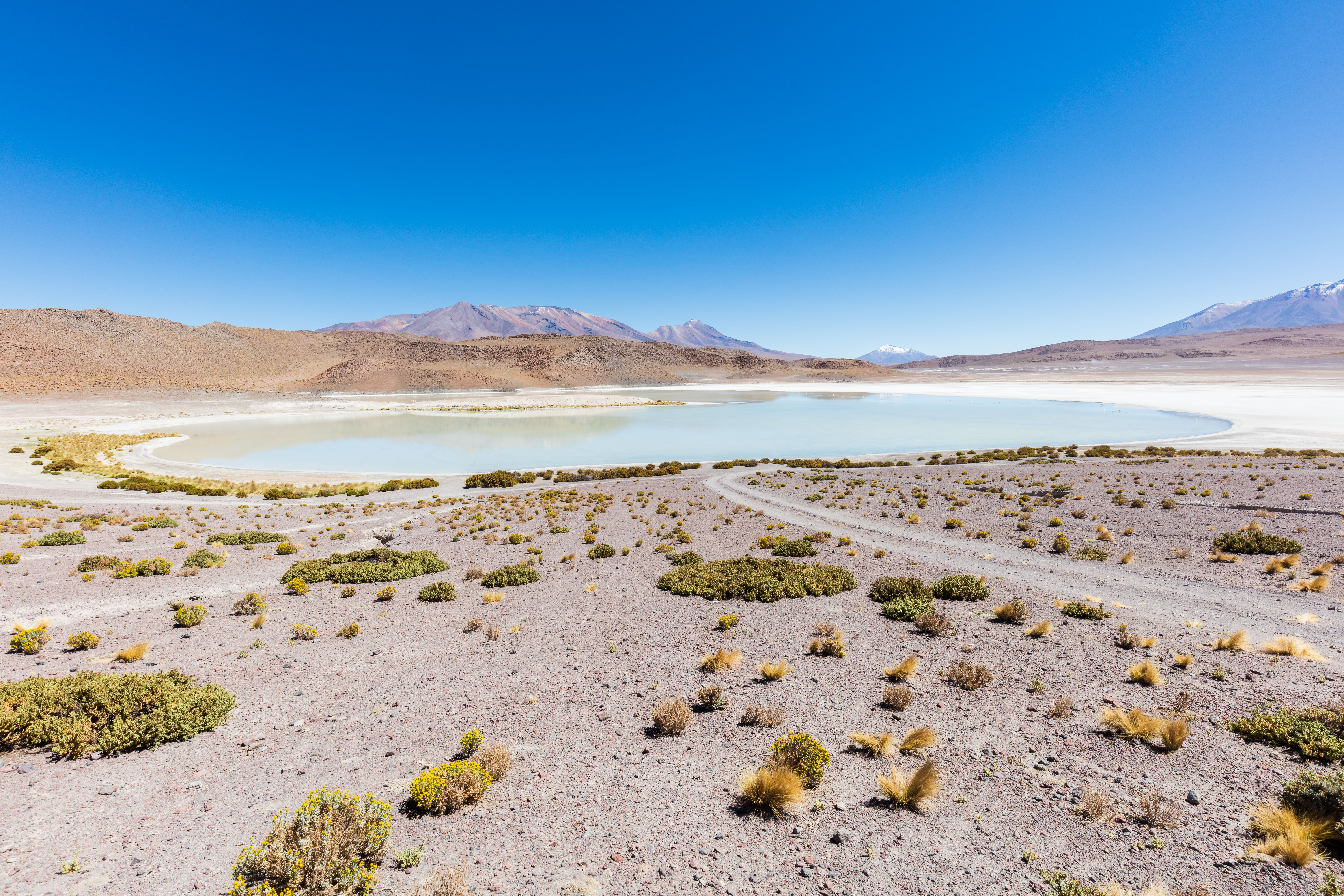
Соляне озеро Лагуна Онда (laguna honda — глибоке озеро), розташоване на висоті 4 114 м над рівнем моря, на південному заході Болівії, в департаменті Потосі, поблизу кордону з Чилі

Мінеральне або соляне озеро (англ. salt lake) — озера, вода яких містить велику кількість солей (як правило, понад 47 г/кг).

## Генезис
Накопичення солей відбувається внаслідок внесення у безстічні котловини розчинених мінеральних солей річками, підземними водами, атмосферними опадами та внаслідок інтенсивного випаровування води з поверхні озер.

## Класифікація
За хімічним складом мінеральні озера поділяють на три основні типи:
- карбонатні (содові),
- сульфатні (гірко-солоні)
- хлоридні (солоні).

Крім звичайних розрізняють підводні солоні озера.

### Солоне озеро
Солоне озеро відрізняється високим вмістом розчинених у воді солей. Мінералізація води в солоному озері від 1 г/кг і вище. Для пиття непридатна. Часто до солоних зараховують лише озера з солоністю води понад 25 г/кг (вузький смисл терміна).
Найвідоміші солоні озера:
- Каспійське море
- Аральське море
- Мертве море
- Велике Солоне озеро (найбільше солоне озеро Західної півкулі)
- Баскунчак
- Ельтон
- Калійні ставки

## Поширення

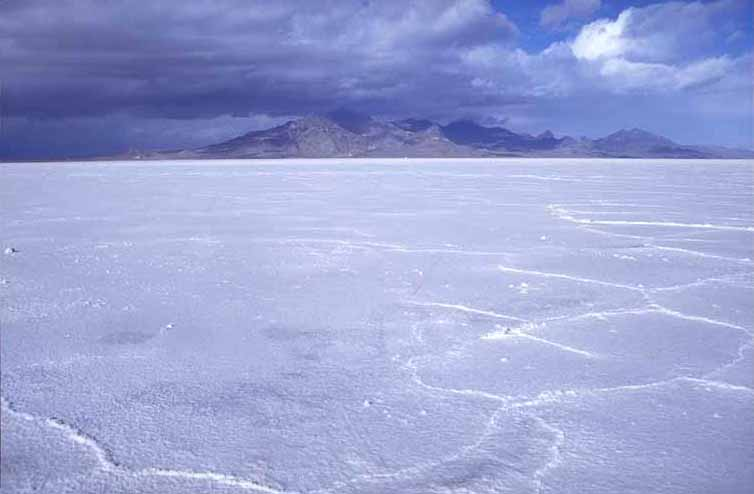
Бонневілл. США.

Мінеральні озера поширені здебільшого в посушливих районах Землі. Приклади: озера Ельтон, Баскунчак (Прикаспійська низовина), озеро Сакське (Крим). Мінеральні озера займають безстічні котловини та утворюються на морському узбережжі (в затоках і лиманах, відокремлених від моря).

## Корисні компоненти
З мінеральних озер добувають кам'яну сіль, мірабіліт, соду, хлористий магній, сполуки брому, йоду, бору та ін. Крім того, використовують сірководневі лікувальні грязі мінеральних озер сульфатного типу.

## Цікавий факт
У Канаді знайшли суперсолоні підльодові озера, вміст солі в яких перевищує 40 проміле. Для порівняння: вміст солі у водах Чорного моря близько 18 проміле, а Середземного — 39 проміле. Водночас подібні солоні озера виявили на супутнику Юпітера Європі. Науковці вважають, що земні суперсолоні озера можуть вивчатися як аналоги солоних озер на супутнику Юпітера Європі з точки зору зародження і розвитку в таких умовах життя.